# Unterseeboot 6 (1910)
Pour les autres navires du même nom, voir Unterseeboot 6.
Le sous-marin allemand Unterseeboot 6 (Seiner Majestät Unterseeboot 6 ou SM U-6), de type U 5 a été construit par la Germaniawerft de Kiel, et lancé le 18 mai 1910 pour une mise en service le 12 août 1910. Il a servi pendant la Première Guerre mondiale sous pavillon de la Kaiserliche Marine.

## Histoire
Le 25 février 1915, le SM U-6 quitte l'Allemagne pour des opérations dans la Manche. Il atteint le Cap Gris Nez le 27 février et, le 28 février, il se prépare à attaquer le vapeur britannique Thordis au large de Beachy Head, lorsque le périscope du sous-marin est repéré par le navire marchand, qui éperonne le SM U-6, endommageant le périscope de ce dernier. Cela a obligé le sous-marin à abandonner sa patrouille et à rentrer à la base.
Le SM U-6 opère en mer du Nord entre le 7 et le 20 avril 1915. Basé à Heligoland, il part pour la côte Est britannique. Le 11 avril, il lance deux attaques à la torpille contre un navire à vapeur au large d'Aberdeen; les deux attaques échouent. Pendant les trois jours suivants, le SM U-6 observe la navigation dans la région jusqu'à ce qu'il réussit à attaquer et à couler deux navires à vapeur le 14 avril. Le 18 avril, il prend le chalutier britannique Glencarse (188 tonnes) comme prise de guerre et rentre à la base. Il arrive à Heligoland le 21 avril 1915.
Quittant à nouveau Heligoland le 17 juillet 1915, le SM U-6 coule un voilier suédois de 422 tonnes transportant du bois vers la Grande-Bretagne le 19 juillet. Le 21 juillet, il prend deux bateaux à vapeur suédois comme prise de guerre et met le feu à deux autres voiliers (757 tonnes) transportant du bois vers la Grande-Bretagne. Trois voiliers norvégiens sont brûlés le 25 juillet. Le lendemain, après un bref accrochage avec un Q-ship, un vapeur suédois et trois voiliers danois sont brûlés. A court de carburant, le SM U-6 rentre à la base le 29 juillet et atteint Heligoland le jour suivant.
Le 9 septembre 1915, le SM U-6 appareille pour ce qui sera sa dernière croisière. Le 10 septembre, deux voiliers norvégiens transportant du bois vers la Grande-Bretagne sont brûlés et le SM U-6 prend un navire à vapeur norvégien comme prise de guerre. Deux jours plus tard, un navire à moteur norvégien est fouillé et coulé au large de Kristiansand. Le 14 septembre, le SM U-6 rencontre le SM U-20.

### Destin
Dans l'après-midi du 15 septembre 1915, le SM U-6 est attaqué par le sous-marin britannique HMS E16 avec deux torpilles. Les manœuvres d'évasion ne sont que partiellement réussies. Alors que la première torpille manque son coup, la seconde frappe le SM U-6 juste devant la tour de contrôle (kiosque), le coulant instantanément au large de Stavanger à la position géographique de 59° 10′ N, 5° 09′ E. A l'exception de cinq hommes dans la tour de contrôle, tout l'équipage du SM U-6 périt. Selon l'Oberleutnant zur See Beyer, officier de quart au moment de son naufrage, la fumée des moteurs à paraffine du SM U-6 a fait prendre conscience au commandant du sous-marin de la Royal Navy de sa présence et lui a permis de se mettre en position de lancement.

## Commandement
- Oberleutnant zur See (Oblt.) Wilhelm-Friedrich Starke du 5 août 1914 au 28 septembre 1914
- Oberleutnant zur See (Oblt.) Otto Steinbrinck du 28 septembre 1914 au 4 novembre 1914
- Oberleutnant zur See (Oblt.) Reinhold Lepsius du 5 novembre 1914 au 5 janvier 1915
- Oberleutnant zur See (Oblt.) Otto Steinbrinck du 6 janvier 1915 au 21 janvier 1915
- Oberleutnant zur See (Oblt.) Reinhold Lepsius du 22 janvier 1915 au 15 septembre 1915

## Flottille
- Flottille I du 1er août 1914 au 15 septembre 1915

## Patrouilles
Le SM U-6 a effectué 4 patrouilles de guerre.

## Palmarès
Le SM U-6 a coulé 16 navires marchands ennemis pour un total de 9 614 tonnes et a capturé comme prise de guerre 3 navires marchands ennemis pour un total de 2 337 tonnes .
| Date              | Nom du navire  | Nationalité | Tonnage (GRT) | Destin              |
| ----------------- | -------------- | ----------- | ------------- | ------------------- |
| 14 avril 1915     | Folke          | Suède       | 1 352         | Coulé               |
| 14 avril 1915     | Glencarse      | Royaume-Uni | 188           | Capturé comme prise |
| 14 avril 1915     | Vestland       | Danemark    | 3 392         | Coulé               |
| 19 avril 1915     | Capella        | Suède       | 422           | Coulé               |
| 21 juillet 1915   | Anvers         | Norvège     | 862           | Capturé comme prise |
| 21 juillet 1915   | Madonna        | Suède       | 455           | Coulé               |
| 22 juillet 1915   | Fortuna        | Suède       | 203           | Coulé               |
| 25 juillet 1915   | G. P. Harbitz  | Norvège     | 673           | Coulé               |
| 25 juillet 1915   | Harboe         | Norvège     | 388           | Coulé               |
| 25 juillet 1915   | Sognedalen     | Norvège     | 644           | Coulé               |
| 26 juillet 1915   | Elna           | Danemark    | 78            | Coulé               |
| 26 juillet 1915   | Emma           | Suède       | 687           | Coulé               |
| 26 juillet 1915   | Marie          | Danemark    | 173           | Coulé               |
| 26 juillet 1915   | Neptunus       | Danemark    | 143           | Coulé               |
| 10 septembre 1915 | Presto         | Norvège     | 206           | Coulé               |
| 11 septembre 1915 | Wansbeck       | Norvège     | 462           | Coulé               |
| 11 septembre 1915 | Randulf Hansen | Norvège     | 1 287         | Capturé comme prise |
| 12 septembre 1915 | Bien           | Norvège     | 120           | Coulé               |
| 13 septembre 1915 | Norte          | Norvège     | 216           | Coulé               |

### Source
- (en) Cet article est partiellement ou en totalité issu de l’article de Wikipédia en anglais intitulé « SM U-6 (Germany) » (voir la liste des auteurs).